# Tetramorium impressum
Tetramorium impressum är en myrart som först beskrevs av Hugo Viehmeyer 1925.  Tetramorium impressum ingår i släktet Tetramorium och familjen myror. Inga underarter finns listade i Catalogue of Life.